# W.A. Bolin

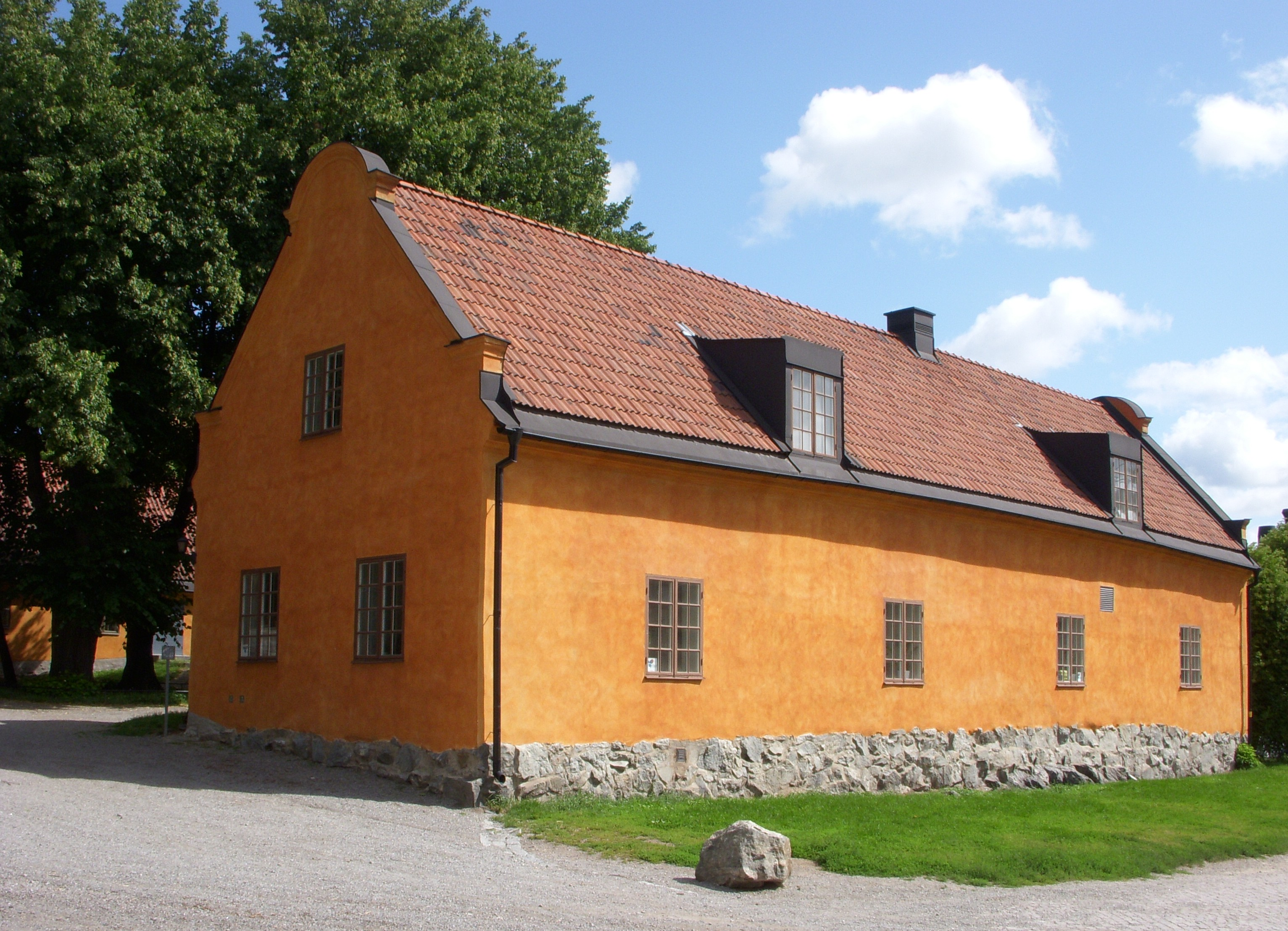
Oxenstiernska malmgården på Östermalm i Stockholm

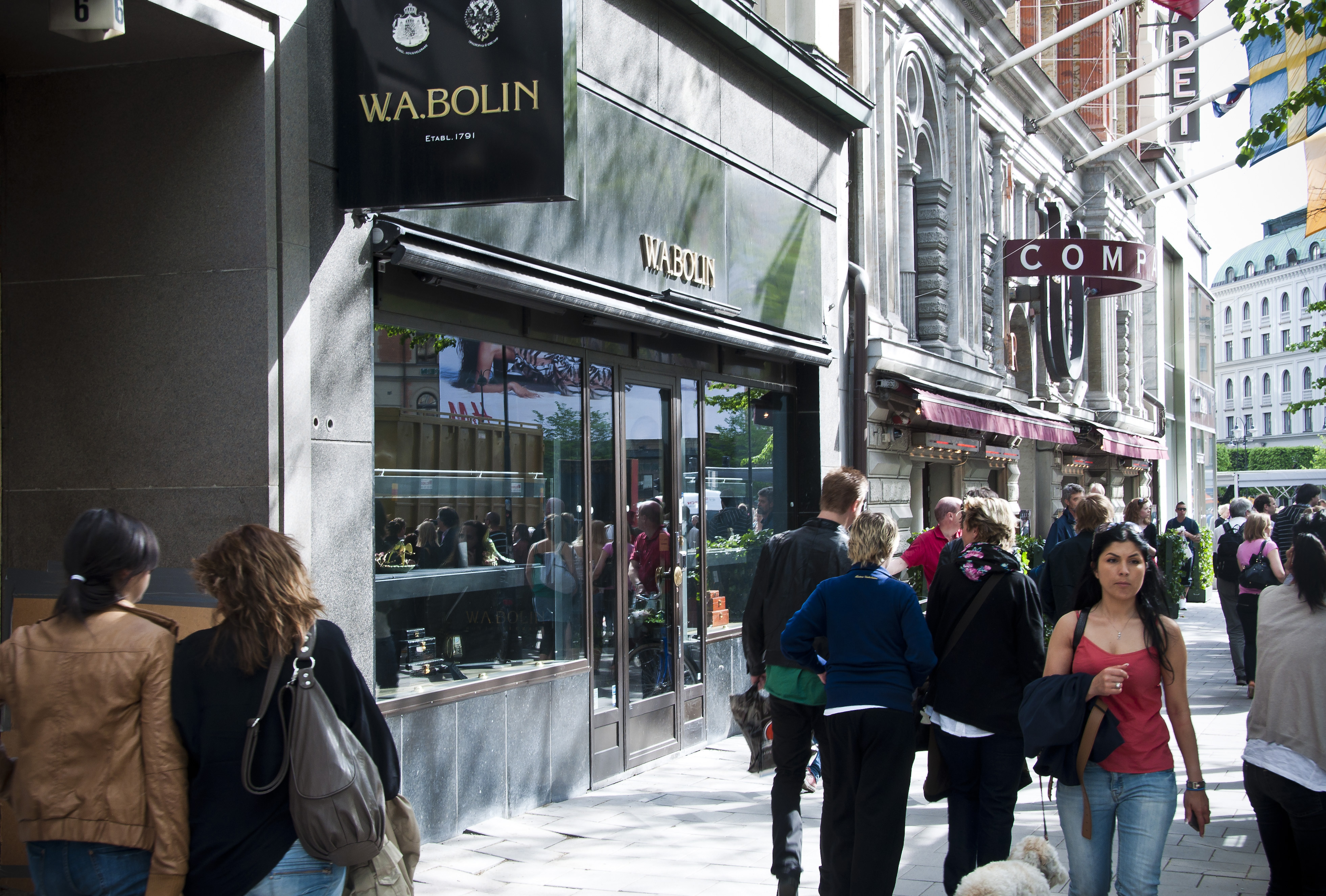
W.A. Bolins tidigare butik på Sturegatan i Stockholm, 2011

W.A. Bolin är ett familjeägt juvelerarföretag i Stockholm, numera med butik och ateljé i Oxenstiernska malmgården i Stockholm.

## Historik
Juvelerarfirman W.A. Bolin etablerade sin Sverigeverksamhet 1916, med filialbutiker i Moskva och Sankt Petersburg i Ryssland. Den ryska delen lades ned efter den ryska revolutionen, varefter företaget enbart bedrivit verksamhet i Sverige.
Företaget har rötter från 1791, då den sachsiske juveleraren Andreas Roempler grundade en firma i Sankt Petersburg. Vid Andreas Roemplers död 1829 tog hans svärson, guldsmeden Gottlieb Ernst Jahn, över företaget. År 1833 anställdes Carl Edvard Bolin som bokhållare och denne blev delägare i firman 1834 efter giftermål med en annan dotter till Roempler, Ernestine Catharina (1811-1881). Efter Jahns död 1836 drevs företaget, nu under namnet Jahn & Bolin, av Carl Edvard Bolin med hjälp av Bolins yngre bror Henrik Conrad (1818-1888). Henrik Conrad Bolin öppnade sedermera 1852 en egen juvelerarfirma i Moskva i kompanjonskap med engelsmannen James Stuart Shanks, Shanks & Bolin, Magasin Anglais.
År 1839 blev Carl Edvard Bolin hovjuvelerare till den ryske tsaren Nikolaus I, och firman var därefter hovleverantör åt ytterligare fyra tsarer fram till den ryska revolutionen 1917. Företaget hade vid mitten av århundradet en ateljé med omkring 50 anställda.
Efter Carl Edvard Bolins död 1864 sköttes firman, sedan 1850 under namnet C.E. Bolin, av änkan Ernestine Catharina och de bägge sönerna Edvard (född 1842) och Gustaf (1844-1916). Under andra delen av 1800-talet var juvelerarhusen Bolin och Fabergé de främsta i Tsarryssland.
Henrik Conrad dog 1888, varvid samarbetet med Shanks upphörde och hans äldste son Wilhelm Andrejevitj Bolin (1861-1934) omformade den bolinska delen av firman Shanks & Bolin till C.E. Bolins Moskvafilial. Firman ändrade 1912, i samband med att Wilhelm personligen blev utnämnd till hovjuvelerare, namnet till "W.A. Bolin" och blev självständig från S:t Petersburgfirman. År 1913 öppnade W.A. Bolin en filial i Bad Homburg i Tyskland. Efter det första världskrigets utbrott kunde W.A. Bolin, som var både rysk och svensk medborgare, överföra lagret i Tyskland till Sverige och öppnade verkstad och försäljning i Stockholm 1916. Tillgodohavandena i de bolinska juvelerarhusen i Moskva och Sankt Petersburg konfiskerades 1917 av den nya bolsjevikiska regimen.
Företaget hade svårigheter under 1920-talet och i samband med börskraschen 1929, men stabiliserades under 1930-talet. Wilhelm Bolins son Henrik Conrad (född 1892) drev företaget från 1930 fram till 1960-talet, då systersonen Hans Bolin (1926-2011) tog över ansvaret. W.A. Bolin drivs sedan 1990-talet av den sjätte generationen Bolin, Hans Bolins bägge barn Christian Bolin (född 1954) och Anita Bolin Björck (född 1953). Anita Bolins dotter Rebecca Bolin är verksam i W.A. Bolin sedan 2013.